# Cosroèntoque
Cosroèntoque (armeni: Խոսրովիդուխտ)  (valor desconegut - valor desconegut) o Khosrovidukht (armeni: Խոսրովիդուխտ) va ser una poetessa i himnògrafa armènia que va viure a principis del segle viii.
Després de la seva contemporània una mica anterior Sahakduxt, és la primera dona coneguda de la literatura i la música armènies, i una de les primeres dones compositores de la història de la música. Filla del rei de Coltene, Còsroes de Coltene, el seu pare va ser assassinat i ella va ser empresonada en una fortalesa d'Ani-Kamakh (l'actual Kemah) durant vint anys. El seu germà va ser empresonat i finalment assassinat; L'única obra supervivent de Cosroèntoque, el šarakan "Zarmanali e Ints" ("Més sorprenent per a mi") li va ser dedicada. De tant en tant s'ha posat en dubte la seva autenticitat, amb alguns estudiosos que l'atribueixen a Sahakduxt. L'obra no va entrar al repertori general de la litúrgia šarakan, però finalment va ser aprovada per l'Església armènia per a ús religiós.

## Biografia
Se sap molt poc sobre Cosroèntoque. Activa al segle viii, està registrada com a membre de la família reial. El seu pare era el rei Còsroes de Coltene, que governava Coltene, una província de Baspracània. El seu nom de pila és desconegut; el 'dukht'/'duxt' de Khosrovidukht significa filla de. És coneguda igualment com a Cosroèntoque de Coltene,
El 708, el rei Còsroes va ser assassinat durant els conflictes a Nakhjavan. El germà de Cosroèntoque, Baanes de Coltene, va ser segrestat pels àrabs musulmans i portat a Síria, mentre ella era portada a la fortalesa d'Ani-Kamakh, ara coneguda com Kemah. Va romandre allí aïllada durant vint anys. El seu germà es va convertir a l'islam, abans d'aconseguir la seva llibertat anys més tard i tornar a Armènia. Vahan es va convertir de nou al cristianisme i els mateixos musulmans, que consideraven la seva abjuració un delicte, el van fer matar.{A 2} La seva mort va ser el 731 o el 737. L'Antologia de poesia armènia de 1978 informa que Cosroèntoque també va morir el 737, encara que això no està corroborat en altres fonts.

## Obres
L'obra de Cosroèntoque no va ser coneguda pels estudiosos fins al segle xix. Després del seu descobriment, va ser reconeguda com la segona (després de la seva anterior Sahakdukht) dona compositora i poetessa d'Armènia. Existeix una gravació moderna de la peça, interpretada pel Sharakan Early Music Ensemble.
L'única obra atribuïda a Cosroèntoque és "Zarmanali e Ints" ("Զարմանալի է ինձ"), un šarakan (o sharakan) o un himne canònic. El títol es tradueix de diverses maneres com "Més sorprenent per a mi", "És meravellós per a mi" i "És sorprenent per a mi". La peça ha estat descrita per l'historiador Agop Jack Hacikyan com a prova de "una gran habilitat literària", i per l'etnomusicòleg Şahan Arzruni com "florida". Igual que l'obra d'Isaacdukht, la peça de Cosroèntoque no es va incloure a la col·lecció de šarakans oficials; tanmateix, malgrat la seva naturalesa secular, "Zarmanali e Ints" finalment va ser aprovat per l'Església armènia per a ser utilitzat en serveis. Fonts posteriors registren que l'obra està dedicada al seu germà, després de la seva mort. Alguns estudiosos, com Ghevond Alixan, Malachia Ormanian i Grigor Hakobian, atribueixen l'obra a Sahakdukht. Vegeu Hovanessian & Margossian (1978, pàg. 43–44) per a una traducció a l'anglès de la peça.
| « | "Zarmanali e Ints" ("Զարմանալի է ինձ") Զարմանալի է ինձ, Քան զերգս երաժշտականաց, Ձայնս ողբոց քոց հնչմունք, Ո՜վ երանելի տէր Վահան, ընտրեալ յաստուծոյ։ Առաւել յորդորէ այս զհոգւոյս մասունըս, Յօրինել քեզ երգս ո՛չ զղջականըս, Այլ հոգևորըս, և ուրախարարըս, Յորդորականըս, և ներբողեանըս, Ո՜վ երանելի տէր Վահան, ծառայ Քրիստոսի։ Զարհուրեցուցանէ զքոյ ճգնութիւնդ Զմարմնոյս բնութիւնըս. Իսկ դու առաւել գտար. Ո՜վ երանելի տէր Վահան, սիրող Քրիստոսի։ Արտաքնոցըն ըզգաստքըն Ստեղծիչ բանք սնոտեացն ի պատրութիւն. Իսկ քոյդ սիրայնոյ՝ աստուածարեալ և ոգեշահ․ Ո՜վ երանելի տէր Վահան, ընտրեալ յազատաց։ Որպէս քաջ նահատակ, Պատրաստեալ ի պատերազմ, Կատարեցեր զընթացըս քոյ, Արիաբար՝ յազգացն հարաւայնոյ, Դասաւորեալ ընդ անմարմնականսն. Ո՜վ երանելի տէր Վահան, Գողթնեացն իշխեցող։ | » |

| « | "Zarmanali e Ints" ("Sorprenent per a mi") És increïble per a mi Tan bon punt el meu zerg es va fer musical, La meva veu sona com un crit Oh beneït senyor Vahan, déu escollit! Encara més, fill meu, cuida't d'això. Et posseeix la meva cançó, no el meu penitent Un altre espiritual i alegre, El meu Yordorakan i Nerboghyan, Oh beneït Senyor Vahan, servent de Crist! Mostra el teu ascetisme La meva naturalesa. I n'heu trobat més. Oh beneït Senyor Vahan, amant de Crist! La sensació del dormitori Creative Bank està en fallida. I la teva germana estimada, donada per Déu i esperit. Oh beneït senyor Vaha, escollit alliberat. Com a valent màrtir, A punt per a la guerra Has fet el meu progrés Per descomptat, es van sentir al sud. Estructurat i incorporal. Oh beneït senyor Vahan, el governant de Gothneats! | » |

## Literatura
- Acaryan, Hracya Hakobi. Hayoc' anjnanunneri bararan (en armenian).  Beirut: Hratarakutiwn Sewan Hratarakcakan Tan, 1972, p. 539. OCLC 879149127.
- Alisan, L. Husikk' hayreneac' hayoc (en armeni). 2, 1921, p. 136.
- Arzruni, Şahan. Grove Music Online.  Oxford: Oxford University Press, 2006. DOI 10.1093/gmo/9781561592630.article.2022362. This article is essentially a reprint of Arzruni 1995, p. 506
- Hakobyan, Grigor Arshaki. Šarakanneri žanrě hay mi ǰnadaryan grakanut 'yan me ǰ (en armeni).  Erevan: Haykakan SSH GA Hratarakchʻutʻyun, 1980, p. 167–171. OCLC 20294768.
- Oskep'orik: hay ergi goharner (en armeni).  Erevan: Sovetakay [sic] grogh hratarakch'ut'yun, 1982, p. 26–27. OCLC 1265048578.